# Emily Chepkomi Samoei
Emily Chepkomi Samoei (* 11. November 1980) ist eine kenianische Marathonläuferin.
2001 gewann sie den Halbmarathonbewerb des North Sea Beach Marathons und 2003 den Maracaibo-Halbmarathon. 2004 wurde sie Dritte beim Halbmarathonbewerb des Houston-Marathons und siegte beim Columbus-Marathon. 
2006 wurde sie Fünfte beim Nairobi-Marathon, 2007 wurde sie Sechste beim Xiamen-Marathon und gewann den Dallas White Rock Marathon. Einem weiteren fünften Platz in Nairobi 2008 folgte 2010 der Sieg beim Tiberias-Marathon.

## Persönliche Bestzeiten
- Halbmarathon: 1:12:27 h, 7. September 2003, Maracaibo
- Marathon: 2:35:25 h, 9. Dezember 2007, Dallas